# Gefingerte Klettenholothurie
Die Gefingerte Klettenholothurie (Oestergrenia digitata) ist eine im Mittelmeer, Adriatischen Meer und nordöstlichen Teil des Atlantischen Ozeans verbreitete Seegurkenart der Familie der Wurmseegurken (Synaptidae). Synonyme Bezeichnungen für die Gefingerte Klettenholothurie sind Holothuria digitata, Synapta digitata und Labidoplax digitata.

## Aussehen und Anatomie
Die Gefingerte Klettenholothurie hat einen wurmförmigen, langen und schlanken, durchsichtig roten oder braunen, am Rücken dunkleren, bis zu 30 cm langen Körper mit zwölf gefingerten Mundfühlern (Tentakeln) und ohne Saugfüßchen. An jedem Tentakel sitzen 2 Paar seitliche Fingerchen und manchmal auch ein rudimentäres Endfingerchen. An der Innenseite der Fingerchen sitzen 2 Längsreihen kleiner, runder Sinnesorgane. Das Wassergefäßsystem beschränkt sich wie bei anderen Wurmseegurken auf den Mundring, der die Mundfühler versorgt. Die in der Haut sitzenden Kalkelemente sind als etwa 0,3 mm lange Anker mit gesägten Ärmchen, teilweise auch größere, ungesägte Anker sowie etwa 0,3 mm lange Ankerplättchen mit einem bis zu 35 µm langen Henkel und vier zentralen Löchern ausgebildet, durch die sich die Holothurie „ankletten“ kann. Der Kalkring besteht aus 12 radiär durchlöcherten Teilen.

## Verbreitung
Die Gefingerte Klettenholothurie ist im Mittelmeer, Adriatischen Meer und nordöstlichen Teil des Atlantischen Ozeans an allen westlichen Küsten der Britischen Inseln, in der Irischen See und an den Shetland-Inseln, im Ärmelkanal an der Küste von Devon und Cornwall sowie an der französischen Atlantikküste verbreitet, fehlt jedoch an der französischen Seite des Ärmelkanals und in der südlichen Nordsee. Sie ist in Meerestiefen bis etwa 70 m anzutreffen.

## Lebensraum und Lebensweise
Die Gefingerte Klettenholothurie gräbt sich durch reinen oder schlammigen Sand und baut auf diese Weise Wohnhöhlen, aus denen sie ihre Mundfühler oder auch einen Teil des Körpers herausstreckt, um Nahrungspartikel aus Detritus von der Substratoberfläche aufzusammeln.

## Entwicklungszyklus
Die Gefingerte Klettenholothurie ist getrenntgeschlechtlich. Die Gameten werden ins freie Meerwasser entlassen, wo die Befruchtung stattfindet. Aus den Zygoten entwickeln sich frei schwimmende Auricularia-Larven, die später zu kriechenden Seegurken metamorphosieren.

## Parasiten
Im 19. Jahrhundert wurde bei einer Untersuchung in der Bucht von Muggia bei Triest (Kaiserreich Österreich) in jeder hundertsten Gefingerten Klettenholothurie ein parasitischer Schneckenschlauch (Entoconcha mirabilis) gefunden.